# Kölner Akademie
Die Kölner Akademie (vollständiger Name: Kölner Akademie – Damals und Heute) ist ein deutsches Barock- und Klassik-Orchester.
Die Kölner Akademie wurde im Jahr 1996 gegründet und hat ihren Sitz in Köln. Sie wird von dem amerikanischen Dirigenten Michael Alexander Willens, der an der Juilliard School in New York studiert hat, geleitet. Das Ensemble ist spezialisiert auf die Einstudierung und CD-Einspielung rarer Werke, die oft seit ihrer Entstehungszeit nicht mehr erklungen sind.

## Einspielungen (Auswahl)
Für Raumklang
- Johann Valentin Meder: Matthäus-Passion, Kennedy, Merkel, Türk, Hilz, Kölner Akademie, Michael Alexander Willens, Raumklang

Für Carus
- Johann Sebastian Bach: Markus-Passion, Dominique Horwitz (Sprecher), ensemble amarcord, Kölner Akademie, Michael Alexander Willens, Carus 2009

Für BIS Classics
- Mozart: Piano concertos Nr. 9 (Jeune Homme) KV 271, Nr. 12 KV 414, Ronald Brautigam, Fortepiano, Kölner Akademie, Michael Alexander Willens.
- Mozart: Piano concertos Nr. 24 KV 495, Nr. 25 KV 503, Ronald Brautigam, Fortepiano, Kölner Akademie, Michael Alexander Willens.
- Mozart: Piano concertos Nr. 17 KV 453, Nr. 26 KV 537, Ronald Brautigam, Fortepiano, Kölner Akademie, Michael Alexander Willens.

Für ARS Produktion
- Bernhard Crusell: Clarinet concertos. Eric Hoeprich, Klarinette, Kölner Akademie, Michael Alexander Willens. Forgotten Treasures Vol. 1.
- Franz Danzi: Bassoon concertos, Jane Gower, Fagott, Kölner Akademie, Michael Alexander Willens. Forgotten Treasures Vol. 2.
- Viennese Double bass concertos. David Sinclair, Kontrabass, Kölner Akademie, Michael Alexander Willens. Forgotten Treasures Vol. 3.
- Johann Wilhelm Wilms: Symphony and Concertos. Paolo Giacometti, Hammerklavier, Martin Sandhoff, Flöte, Kölner Akademie, Michael Alexander Willens. Forgotten Treasures Vol. 4.
- Bernhard Romberg: Symphonies. Kölner Akademie, Michael Alexander Willens. Forgotten Treasures Vol. 5.
- Chant d’ Automne, French Horn music. Ulrich Hübner, Natur- und Valvehorn, Kölner Akademie, Michael Alexander Willens. Forgotten Treasures Vol. 6.
- Johann Christian Fischer und Carl Stamitz Oboe concertos, Michael Niesemann, Oboe, Kölner Akademie, Michael Alexander Willens. Forgotten Treasures Vol. 7.
- Sigismund von Neukomm: Early works. Marianne Beate Kielland (Mezzosopran); Riko Fukuda, Hammerklavier, Kölner Akademie, Michael Alexander Willens. Forgotten Treasures Vol. 8.
- Virtuoso Trumpet Music from the 19th Century. Robert Vanryne, keyed trumpet, Kölner Akademie, Michael Alexander Willens. Forgotten Treasures Vol. 9.
- 19th Century Harp concertos. Masumi Nagasawa, Pedalharfe, Kölner Akademie, Michael Alexander Willens. Forgotten Treasures Vol. 10.

Für CPO
- Ferdinand Ries: Overtures, violin concerto and concerto for 2 horns. Anton Steck, Violine, Teunis van der Zwaart, Erwin Wieringa (Naturhorn), Kölner Akademie, Michael Alexander Willens.
- Johann Wenzel Kalliwoda: Symphony No 2, Symphony No 4, Concert overture in f. Kölner Akademie, Michael Alexander Willens.
- Anton Eberl: Piano concertos. Paolo Giacometti, Riko Fukuda (Hammerklavier), Kölner Akademie, Michael Alexander Willens.
- Sigismund von Neukomm: Three Orchestral Fantasies, Sinfonie heroique. Kölner Akademie, Michael Alexander Willens.
- Johann Wenzel Kalliwoda: Concert Overtures and Concertinos for Violin and Orchestra. Ariadne Dastalakis, Violine, Kölner Akademie, Michael Alexander Willens.
- Johann Mattheson: Der Liebreiche und Geduldige David. Oratorium für Solisten, Chor und Orchester, Kennedy, Eittinger, Ciolek, Hilz, Spogis, Kölner Akademie, Michael Alexander Willens.
- Johann Mattheson: Das Größte Kind: Weihnachts-Oratorium für Solisten, Chor und Orchester, Rydén, Gramß, Schmid, Türk, Friedrich, Dahlmann, Kölner Akademie, Michael Alexander Willens.
- Johann Mattheson: Die heilsame Geburt. Weihnachts-Oratorium für Solisten, Chor und Orchester: Kennedy, Crookes, Eitinger, Post, MacLeod, Kölner Akademie, Michael Alexander Willens, CPO
- Francesco Durante: Neapolitan music for Christmas. Mameli, Eittinger, Post, MacLeod, Kölner Akademie, Michael Alexander Willens.
- Francesco Durante: Neapolitan music for Christmas II. Monica Piccinini, Christina Kühne, Ursula Eittinger, Alberto ter Doest, Kölner Akademie, Michael Alexander Willens,.
- Carl Heinrich Graun: Osteroratorium. Nina Koufochristou, Dagmar Saskova, Jan Kobow, Andreas Wolf, Kölner Akademie.
- Georg Philipp Telemann: Lukas-Passion (1728). Marcus Ullmann, Wolfgang Klose, Christian Hilz, Raimonds Spogis.
- Georg Friedrich Händel: Chandos Anthems. Backus, Krasiak, Ciolek, Hilz, Kölner Akademie, Michael Alexander Willens.
- Johann Heinrich Rolle: Matthäus-Passion. Ana-Marija Brkic (Sopran), Sophie Harmsen (Alt), Georg Poplutz (Tenor), Thilo Dahlmann, Raimonds Spogis (Bass), Die Kölner Akademie, Michael Alexander Willens. CPO / Deutschlandfunk, 2015.
- Emilie Mayer: Klavierkonzert B-Dur. Michael Alexander Willens (Dirigent), Tobias Koch (Hammerklavier), 2023.